# Dewey Canyon hadművelet
A Dewey Canyon hadművelet az Amerikai Egyesült Államok tengerészgyalogságának utolsó nagyobb támadó hadművelete volt a vietnámi háború alatt, 1969. január 22. – március 18. között (részben Laosz területén került végrehajtásra). Legjelentősebb eredménye az észak-vietnámi csapatok kivetése volt az A Shau-völgyből, amelyet a 9. tengerészgyalogos ezred hajtott végre (megerősítve a 3. tengerészgyalogos ezred alegységeivel).
Az 56 napos hadművelet amerikai harcászati sikerrel zárult, de hosszú távú célját nem érte el, nem sikerült véget vetnie az észak-vietnámi erők és hadianyag Dél-Vietnámba juttatásának.
A hadművelet során végrehajtott kiemelkedő harctevékenységéért a 9. tengerészgyalogos ezred megkapta az "Army Presidential Unit Citation" kitüntetést.

## Előzmények
A műveletet megelőzően az I. hadtest Dél-Vietnám északi részén kijelölt műveleti területén az amerikai tengerészgyalogos erők kisebb bázisokon állomásoztak a dél-vietnámi határ mentén, a McNamara-vonal részeként. Ez a vonal lövész alegységek és különböző érzékelők kombinációja volt, azzal a céllal, hogy megállítsa az észak-vietnámi beszivárgást a Ho Si Minh-ösvényen.
Miután 1968. május 22-én Raymond G. Davis altábornagy átvette a 3. tengerészgyalogos hadosztály parancsnokságát, elrendelte, hogy a tengerészgyalogos alegységek járőrözzenek a bázisokon kívül és támadják meg az ellenséget. (Azt is megjegyezte, hogy a bázisok állományában őrséget adni ellentétes azzal az agresszív támadó harcmodorral, amelyet a tengerészgyalogság kedvel.) 
1969. elején felderítő jelentések jelezték, hogy nagyméretű észak-vietnámi csapatösszevonás történt az A Shau völgyben. Ez a völgy körülbelül 10 kilométerre található a laoszi határtól és körülbelül 35 kilométer hosszú. A rendelkezésre álló információ alapján kijelölték a Vandergrift Bázison, a völgytől mintegy 40 kilométerre északra állomásozó 9. tengerészgyalogos ezredet (parancsnok: Robert H. Barrow ezredes) arra, hogy északnyugati irányból indulva átvizsgálja és megtisztítsa a völgyet az ellenséges jelenléttől.

## A művelet végrehajtása
A Dewey Canyon művelet három fázisból állt:
- a légi eszközök előrevonása és elhelyezése
- a 9. tengerészgyalogos ezred előrevonása a bázisáról a völgyig
- az A Shau völgy megtisztítása

Ahogy a tengerészgyalogosok a völgy felé mozogtak, számos tűztámogató bázist hoztak létre az ezred útvonala mentén, amelyek hatékony tűztámogatást tudtak nyújtani a völgyben harcoló alegységeknek, egyben képesek voltak megvédeni a fő utánpótlási vonalat. A fő bázistól való távolságuk és a monszun időszakban kiemelkedően nehéz szárazföldi szállítás miatt minden ilyen tűztámogató bázist légi úton kellett utánpótlással ellátni.
A 9. ezred erős ellenállásba ütközött az A Shau völgyben, ahol az ütközetek nagy részét a dzsungelben kellett megvívniuk, a Laoszban telepített észak-vietnámi tüzérség lőtávolságán belül. A tengerészgyalogosok 130 halottat és 932 sérültet veszítettek a művelet során. A jelentések szerint az észak-vietnámiak 1617 halottat veszítettek és a művelet időtartama alatt kiszorultak a völgyből, az amerikaiak 500 tonnányi fegyvert és lőszert zsákmányoltak. Amerikai részről a műveletet sikeresnek minősítették.

## Rajtaütés Laoszban
A művelet harmadik fázisának végén a 9. tengerészgyalogos ezred 2. zászlóalja átlépte a dél-vietnámi-laoszi határt is. Ez azért történt, mert bár mindhárom zászlóaljnak jelöltek ki műveleti területet a Cunningham és Erskine tűztámogató bázisoktól délre, de a 2. zászlóaljé a határ mellett húzódott.
A művelet harmadik fázisa 1969. február 11-én kezdődött és február 20-ára a 2. zászlóalj Echo és Hotel százada a laoszi határhoz ért, ahonnan a Hotel század ellenséges menetoszlopokat látott mozogni a 922. számú út mentén (a Hotel század parancsnoka, David F. Winecoff százados ezt később a "U.S. Marines In Vietnam: High Mobility and Standdown, 1969"-ben mondta el).
"A században természetesen téma volt, hogy le kellene oda menni és lesállást végrehajtani ellenük. Nem hiszem, hogy komolyan gondolták az emberek, hogy megengedik majd nekünk, hogy átmenjünk Laoszba... Tudtam, hogy ha a katonai vezetés úgy dönt, hogy Laoszban a helyünk, az egész század mellette lett volna... De mivel a párizsi béketárgyalások már folytak, nem voltam biztos benne, hogy mi lesz a döntés."
Davis vezérőrnagy, a 3. tengerészgyalogos hadosztály parancsnoka a hivatalos parancsnoki vonalon engedélyt kért a behatolásra Laosz területére. Ez vezetett a Préritűz hadművelet végrehajtásához, amely során a különleges erők felderítést hajtottak végre Laoszban. Február 20-án Richard G. Stilwell altábornagy továbbította Davis kérelmét Abrams tábornok felé, hogy engedélyezzen egy korlátozott célú rajtaütést a 611. számú bázis területen. Az események a harcmezőn azonban gyorsabban zajlottak és február 20-a éjjelén Winecoff százados, mivel erős teherautóforgalmat figyeltek meg, tüzérségi tüzet kért az útra.
Február 21-én Winecoff százados parancsot kapott Barrow ezredestől egy lesállás végrehajtására a 922. út mentén. Winecoff – arra hivatkozva, hogy a katonáknak pihenniük kell – a feladat elhalasztását kérte, de azt Barrow nem engedélyezte. A Hotel század 1. és 2. szakasza vett részt a lesállásban. Miután Winecoff százados eligazította az állományt, sötétedés után a két szakasz elindult, hogy megtegye a körülbelül 900 méternyi távolságot az útig. Február 22-én 01 órára felállították a lesállást
Percekkel azután, hogy mindenki pozícióba került, az amerikaiak már hallották a közeledő teherautók zaját. Körülbelül 40 perc múlva egy teherautó és egy észak-vietnámi katona haladt át az ölőzónán, de Winecoff nem robbantotta ki a lesállást, mert a zajokból arra következtetett, hogy egy nagyobb célpont is érkezni fog. 02 óra 30 perckor nyolc teherautó fényei voltak láthatóak, amelyekből három az ölőzónában állt meg. Mielőtt felfedhették volna az amerikaiak jelenlétét, Winecoff kirobbantotta a lesállást, amelyben a repeszaknákon és a gyalogsági fegyverek tüzén kívül az előretolt tüzérfigyelő által a lesállás oldalaira kért tüzérségi tűzcsapások is szerepet játszottak.
A tűzcsapás néhány perce után a század előremozgott és megbizonyosodott róla, hogy az ellenség megsemmisült. Három teherautót megsemmisítettek és nyolc észak-vietnámi katonát öltek meg, saját veszteség nélkül. Ezután 600 méterre eltávolodtak egy gyülekezési pontra és megvárták a virradatot. A 3. szakasz csatlakozását követően (amely azért nem vett részt a lesállásban, mert pihenésre volt szüksége a megelőző napokban végrehajtott nehéz járőrfeladatok után) a Hotel század utánpótlást és pihenőidőt kapott.
A lesállás végrehajtásáról szóló jelentések pozitív értékelést kaptak és Abrams tábornok hivatalosan engedélyezte a műveletet. A lesállás sikere túlmutatott az ellenség megsemmisítésén, mivel erre hivatkozva Barrow ezredes engedélyt kért a további műveletek végrehajtására a határ laoszi oldalán. Érvelése szerint a laoszi területen elhelyezkedő ellenség fenyegetést jelentett a 9. tengerészgyalogos ezred katonáira. Barrow utólag megjegyezte: "Az üzenetem végén egy utolsó kommentárban megjegyeztem, hogy a tengerészgyalogosoknak nem is kellene itt lenniük, ha szárazföldi műveletek nem engedélyezetteka 922. számú út ellen." A kérelem Stilwell tábornokon keresztül eljutott Abrams tábornokig, aki február 24-én engedélyezte a további műveleteket, de korlátozta az ezzel kapcsolatos információk terjesztését.
A Hotel századot február 24-én ismét a 922. számú úthoz vezényelték. A morál alacsony volt, mivel hosszú ideje járőröztek a dzsungelban, ráadásul nem szívesen hagyták hátra az utánpótlást, a 60 mm-es aknavetőgránátokat és a C-fejadagokat. A Hotel századot követték az Echo és Fox századok és keleti irányba haladtak az út mentén, hogy az ellenséget az ezred 1. és 3. zászlóalja felé tereljék.
Hat órás éjszakai menet után a Hotel század egy hevenyészett lesállást állított fel, amelyben február 24-én 11 óra körül megöltek négy észak-vietnámi katonát. Február 25-én a Hotel század folytatta a menetet keleti irányba, majd ismét harcérintkezésbe került az észak-vietnámi erőkkel, amely során egy 122 mm-es ágyút és két 40 mm-es légvédelmi gépágyút zsákmányoltak és 8 észak-vietnámit öltek meg, két amerikai halottat és hét sebesültet veszítve.
Február 25-én a Hotel század egyik járőrét északi-vietnámi támadás érte megerősített állásokból és bunkerekből. Miután erősítést kapott a századtól, a járőr képes volt leküzdeni az ellenséget és egy újabb 122 mm-es ágyút zsákmányolt, de újabb három halottat és öt sebesültet veszített. A halottak egyike, William D. Morgan tizedes akkor esett el, amikor szándékosan magára vonta az észak-vietnámiak tüzét Robinson Santiago őrvezető és Robert Ballou közkatona megmentéséért. Ballou aznap több sebet kapott, Santiago elesett. Morgan tizedes tettéért posztumusz megkapta a Medal of Honor-t.
A 2. zászlóalj folytatta a manővert keleti irányba, a dél-vietnámi határ felé. A műveleti tempó miatt nem volt lehetőség alapos kutatások végrehajtására, lassabb mozgással és gondosabb átvizsgálással feltehetően több felszerelést gyűjthettek volna össze. Még ezzel a sebességgel is 20 tonna élelmiszert és hadianyagot zsákmányoltak és 48 észak-vietnámi katonát öltek meg. Március 1-én a zászlóalj mindhárom százada már 1 kilométeres távolságon belül volt a dél-vietnámi határtól, március 3-án pedig légi úton kivonták a zászlóaljat a Vandergrift Bázisra. Ezzel a Laosz területén végrehajtott műveletek hivatalosan befejeződtek.
A 2. zászlóalj összesen 8 halottat és 33 sebesültet veszített. A hivatalos akták szerint mindegyik halott Quang Tri tartományban, Dél-Vietnám területén esett el és politikai okokból semmilyen utalás sem szerepel a laoszi műveletekre.

## Kitüntetések
- William D. Morgan tizedes, aki 1969. február 25-én esett el, posztumusz Medal of Honor-t kapott, amiért szándékosan magára vonta az ellenség tüzét két társa megmentése érdekében[2]
- Wesley Fox főhadnagy, az 1. zászlóalj Alfa századának parancsnoka Medal of Honor-t kapott, amiért sebesülten, az egészségügyi ellátást is visszautasítva vezette a század harcát az ellenség túlerejével szemben illetve személyesen semmisített meg egy ellenséges tüzelőállást[3]
- Thomas Noonan tizedes, aki 1969. február 5-én esett el, posztumusz Medal of Honor-t kapott, mert életét vesztette, miközben az ellenséges tűz alatt mentette a rajából megsérült bajtársait[4]
- Alfred M. Wilson őrvezető, aki 1969. március 3-án esett el, posztumusz Medal of Honor-t kapott, mert a saját testével védte meg két bajtársát egy kézigránát robbanásától[5]
- Archie "Joe" Biggers főhadnagy Ezüstcsillagot kapott, amiért szakaszával két 122 mm-es ágyút zsákmányolt az ellenségtől (Biggers is megsérült a harcban)
- A hadművelet során végrehajtott kiemelkedő harctevékenységéért a 9. tengerészgyalogos ezred megkapta az "Army Presidential Unit Citation" kitüntetést.[6]

## Utóélet
1971-ben, a Dong Ha-tól a laoszi határ felé vezető 9. számú főút megtisztítására indított hadművelet a Dewey Canyon II nevet kapta, hogy az ellenség figyelmét az A Shau völgyre terelje a művelet tényleges célja, Tchepone helyett.
1971 áprilisában a vietnámi veteránok háborúellenes Washington D.C.-beli tüntetésének a szervezők a Dewey Canyon III nevet adták.

## Fordítás
- Ez a szócikk részben vagy egészben  az   Operation Dewey Canyon című angol Wikipédia-szócikk fordításán alapul.  Az eredeti cikk szerkesztőit annak laptörténete sorolja fel. Ez a jelzés csupán a megfogalmazás eredetét és a szerzői jogokat jelzi, nem szolgál a cikkben szereplő információk forrásmegjelöléseként.